# Теория языковых кодов Базиля Бернштейна
Теория языковых кодов Базиля Бернштейна — концепция, которая описывает связь различия в использовании языка с социальным классом и их влияние на образовательную успеваемость.
Языковые коды — это лингвистические элементы, которые могут быть определены через вероятность предсказания для отдельного говорящего, касающуюся использования синтаксических структур для организации и передачи смысла. Впервые теория языковых кодов была представлена Базилем Бернштейном в работе Class, Codes and Control: Volume 1 — Theoretical Studies Towards A Sociology Of Language (1971).

## Биография Базиля Бернштейна (1924—2000)
Базиль Бернштейн родился 1 ноября 1924 года в Ист-Энд Лондона в семье еврейских мигрантов. В начале Второй мировой войны, не дождавшись совершеннолетия, он стал добровольцем в Королевских ВВС и служил бомбардиром в Африке. В 1947 году Бернштейн поступил в Лондонскую школу экономики, чтобы получить диплом по социальным наукам, но через 3 месяца перевелся на программу по социологии. Затем он стал учителем в дневном колледже Кингсвей.
В 1960 году Бернштейн начал свою карьеру как научный сотрудник по фонетике в Университетском колледже Лондона, после чего получил степень в области лингвистики и защитил докторскую диссертацию. Через два года он перешел в Институт образования, где проработал до конца своей профессиональной жизни. В этом институте он быстро поднялся по карьерной лестнице от старшего преподавателя до читателя по социологии образования, а в 1967 году стал профессором и возглавил отдел социологических исследований (Charap, 2000).
Именно в этом учреждении Бернштейн создал свои наиболее значимые работы, посвященные социальным барьерам в образовании и роли коммуникации в поддержании классовой структуры. В 1971 году вышли его «Теоретические исследования в области социологии языка», за которыми последовали «Прикладные исследования к социологии языка» (1973), «К теории образовательных трансмиссий» (1975) и «Структурирование педагогического дискурса» (1990).
Бернштейн значительно повлиял на изучение коммуникации, разработав социолингвистическую теорию языковых кодов, которая объясняет неравенство, основанное на социальном классе и проявляющееся в языковом использовании. Согласно его теории, языковые коды делятся на два типа: ограниченные и развернутые (‘Basil Bernstein’, 2024).

## Теория языковых кодов
Несмотря на то, что теория относится к социологии и социолингвистике, она также важна и в контексте социальной психологии, так как социальная психология изучает закономерности и особенности социально-психологических явлений (в том числе поведения, общения и деятельности, к которой относится и образование), которые обусловлены социальным взаимодействием индивидов в больших и малых социальных группах. Теория языковых кодов объясняет, как язык и межличностное общение во время социализации формируют социальное поведение и влияют на личностное и когнитивное развитие в зависимости от социального окружения. Она демонстрирует, как языковые практики формируются и передаются в рамках различных социальных групп. Теория Бернштейна применяется и в контексте образовательной деятельности, так как объясняет, почему дети, принадлежащие к разным социальным классам, могут обладать разными уровнями школьной успеваемости, то есть разными возможностями к усвоению школьной программы (информации).
Теория Бернштейна предполагает, что тип языкового кода, который приобретает ребенок, во многом зависит от его социального окружения. Дети из рабочего класса могут усваивать в основном ограниченный код, что может помешать им ориентироваться в образовательной среде, которая предпочитает сложный код. Такое неравенство в овладении языком способствует вечному циклу неравенства, поскольку те, кто хуже усваивает сложный код, борются за академический и социальный успех.
Языковые коды
Согласно Бернштейну (1971), существует два вида языковых кодов: ограниченный и расширенный. На лингвистическом уровне их можно охарактеризовать через вероятность предсказания того, какие синтаксические элементы будут задействованы говорящим для структурирования смысла сказанной информации.
Расширенный языковой код можно представить как большой набор альтернатив, из которых говорящий выбирает нужный ему вариант, из-за чего предсказать задействованный паттерн сложнее. В случае ограниченного кода количество таких альтернатив часто ограничено, из-за чего вероятность предсказания используемого паттерна значительно возрастает. Примеры такой формы общения включают в себя ритуализированные способы коммуникации, такие как отношения, регулируемые протоколом: религиозные службы, вступительные фразы на коктейльных вечеринках, разговоры о погоде и коммуникация матерей с детьми. Важно отметить, что в чистом виде ограниченный код позволяет передавать индивидуальные намерения только через невербальные аспекты ситуации, такие как интонация, акценты и выразительные характеристики.
Сам автор описывал эти типы языковой коммуникации так:
"The restricted code is fluent, well organized and unplanned—that is, not under attention as the speaker goes along; its major function is to reinforce the form of the social relationship by restricting the verbal signaling of individual responses. The elaborated code is explicit and individuated; there is a high degree of verbal planning, and the listener’s intent is not taken for granted"
Интересно, что в более поздних работах из цикла Class, Codes and Control Бернштейн утверждает, что пользователи ограниченного кода могут в определенных контекстах использовать ряд сложных лингвистических конструкций но эти конструкции более контекстно-специфичны, чем у пользователей развернутого кода.
Если ограниченный код упрощает создание и обмен «социальными символами», то развернутый код облегчает формирование и обмен «индивидуализированными» символами. Вербальное планирование, связанное с этим кодом, способствует более высокому уровню структурной организации и выбору лексики. Основной целью этого кода является подготовка и передача относительно четкого смысла, однако это не означает, что содержание будет обязательно абстрактным.
На психологическом уровне коды можно различать в зависимости от того, насколько каждый из них способствует (развернутый код) или затрудняет (ограниченный код) способность к символическому выражению намерений в четкой вербальной форме. Предполагается, что поведение, регулируемое этими кодами, будет развивать различные механизмы саморегуляции и, соответственно, формы ориентации. Эти коды представляют собой функции определенных социальных отношений или, более широко, отражают качество социальной структуры.

## Языковые коды в контексте социальной структуры
Бернштейн (1971) представил связь между языковыми кодами и социальными структурами, утверждая, что:
«Определенная форма социальных отношений влияет на то, что говорится, когда это говорится и как это говорится. Форма социальных отношений регулирует выбор, который делают говорящие как на синтаксическом, так и на лексическом уровнях»
Таким образом, по мере того как ребенок осваивает свою речь, усваивает определенные коды, регулирующие его вербальные навыки, он также принимает требования своей социальной структуры. Речь становится процессом формирования социальной идентичности ребенка и констелляцией общепринятых значений, через которые он взаимодействует с окружающими (Wei, 2014).
Развитие того или иного кода в социальной группе определяют характеристики агентов первичной социализации (таких как семья, группы сверстников, школа) и базовые ценности этой группы или структуры. Ограниченный код, как правило, возникает, когда агенты социализации хорошо определены и структурированы. Расширенный код, напротив, чаще встречается в среде, где эти агенты гибкие. Общества, в которых подчеркивается индивидуальность, обычно демонстрируют расширенные коды, в то время как более закрытые общества, как правило, предпочитают ограниченные коды.
Говоря о формировании языкового кода в группе, важно отметить, что крепкие связи внутри социальной группы часто возникают из-за общего классового положения, которое определяется профессиями и социальным статусом. На стиль общения таких групп могут влиять различные факторы. Например, если в рабочей среде отсутствует разнообразие и возможности для принятия решений, а успех достигается через коллективные усилия, это может изменить способ взаимодействия членов группы. Кроме того, если труд связан с физическими задачами вместо абстрактной организации, а авторитет на работе отражается на семейных отношениях, все эти аспекты способствуют созданию уникального стиля общения.
Согласно Бернштейну (1971), в условиях ограниченного домашнего окружения, которое не предоставляет разнообразного опыта, дети могут общаться между собой таким образом, что им будет недоставать интеллектуальной стимуляции. При наличии всех этих условий вполне вероятно, что такая социальная обстановка будет способствовать формированию специфической формы общения, влияющей на интеллектуальное, социальное и эмоциональное развитие детей.
Интересно отметить, что характеристики социального класса передаются через языковую коммуникацию. Это приводит к репликации: родители из рабочего класса передают своим детям ограниченный код общения, тогда как родители из среднего и высшего классов используют развернутый код. Семья передает ребенку ограниченный код, акцентируя внимание на эмоциональном аспекте и используя короткие символические формы для описания конкретных объектов и явлений. Расширенный (или развитой) код, напротив, подразумевает индивидуализацию говорящего через предварительное планирование речевых высказываний. Семья способствует формированию этого кода у ребенка посредством интонационных элементов, которые входят в состав формальной структуры речи. У детей из рабочего класса может возникнуть культурный разрыв между школьной средой и их сообществом из-за принципиально разных систем коммуникации. Школа предполагает использование абстрактного мышления и более сложных понятий, что соответствует развернутому коду.
Уровень образования также является важным фактором, влияющим на социальный класс человека. Школы различаются на гимназии, государственные учебные заведения и академии, предоставляя разные возможности для обучения. Однако в этих образовательных учреждениях учащиеся могут сталкиваться друг с другом из разных социальных классов. Бернштейн выделяет языковые барьеры среди школьников, разделяя их речь на два типа кодов: развернутый и ограниченный (Sadovnik, 1995). Это различие влияет на распределение учеников в зависимости от их языковых характеристик. Развернутый код подразумевает использование более сложной лексики и полных предложений, тогда как ограниченный код включает разговорные выражения и жесты для передачи информации.
Исследования подтверждают утверждения Бернштейна о связи между языковыми кодами и социальным классом. Так, дети из более высоких социально-экономических слоев чаще используют стандартизированные формы речи, что коррелирует с более высокими академическими показателями (Карнаухов, Ширшова, 2020).
Также в более ранней работе Бернштейна (Bernstein, Henderson, 1969) исследование, посвященное языковым практикам матерей из различных социально-экономических слоев, показало, что в контексте межличностного общения представители среднего социально-экономического класса значительно больше полагаются на использование языка по сравнению с рабочим классом. В среднем классе наблюдается более выраженное смещение акцента в языке от навыков к личностным аспектам, что означает, что средний класс более склонен к такой форме коммуникации, как вербальное выражение эмоций, моральных принципов и их применение в поведении, а также независимость в когнитивной деятельности, что более детально прорабатываются в их речи. Это не говорит о том, что такие аспекты социализации не важны для рабочего класса; скорее, согласно мнениям матерей, язык играет меньшую роль в их социализации. На практике оба класса оценивают утверждения о личности по одинаковой шкале сложности.
Таким образом, различия в использовании языка между классами подчеркивают влияние социального контекста на коммуникативные практики. Важно понимать, что эти различия могут оказывать значительное влияние на образовательные достижения и социальную адаптацию детей.
Интересны и результаты другой работы Бернштейна о связи используемого языкового кода и социальным классом матери:
1. Матери из среднего класса чаще принимают попытки своих детей к вербальному взаимодействию в различных ситуациях, чем матери из рабочего класса.
2. Матери среднего класса реже уклоняются от ответов на сложные вопросы, которые задают им дети.
3. В среднем классе матери менее склонны применять методы принудительного контроля.
4. Матери из среднего класса чаще объясняют своим детям причины, по которым они хотят изменить их поведение (Bernstein, Brandis, 1968).
Таким образом, можно сказать, что между социальными классами существует не только разница в используемом языковом коде во время межличностного общения (и контроля со стороны родителя), но и разница в значениях, которые таким образом вербально реализуются.

## Языковые коды в контексте образования
Образование — одна из главных тем, которые затрагивает Бернштейн в своей теории. Бернштейн (1975) утверждал, что образование является ключевым социальным классификатором в обществе. В соответствии с его теорией кодов, учащиеся формируют ценности в контексте школьной культуры через противоречивые и парадоксальные практики. Бернштейн рассматривал образование как
основной элемент базы знаний общества, групп и отдельных личностей. Тем не менее, как и в случае со здравоохранением, образование представляет собой социальный институт, который играет важную роль в создании и поддержании неравенства в распределении ресурсов (Cause, 2010).
Теория языковых кодов Бернштейна — ценный инструмент для анализа образовательного процесса и взаимодействия учеников и учителей в школьной среде. В контексте школьного образования эта теория помогает понять, как различия в языковых кодах могут влиять на успехи учащихся, их социальную адаптацию и понимание содержания образования.
Ключевым аспектом применения теории является признание того, что учащиеся из разных социальных классов могут иметь разные способы общения, что может привести к недопониманию в классе. Например, учащиеся из рабочих семей, использующие ограниченный код, могут столкнуться с трудностями при взаимодействии с учителями, предпочитающими развернутый код. Это может привести к тому, что ученики будут воспринимать процесс обучения как оторванный от их реального жизненного опыта, что потенциально может привести к снижению их мотивации и успеваемости.
Примечательно, что ограниченный код подразумевает равноправие в коммуникации, при этом упоминание о социальном статусе считается недопустимым. Ребенок из семьи рабочего класса может воспринимать речь преподавателя как безличную и отстраненную, что уменьшает значимость как самого учителя, так и предмета обучения в его глазах. В такой ситуации учитель говорит с позиции своего статуса, а ученик отвечает с позиций равенства.
Это происходит потому, что ребенок использует лишь тот стиль общения, который принят в его социальной среде. Для учителя такой ответ может показаться грубым и неуместным, в то время как ученик воспринимает его как холодный и высокомерный. В результате этого недопонимания требования преподавателя могут быть проигнорированы, а дисциплина в классе нарушена, что затрудняет процесс обучения (Карнаухов, Ширшова 2020).
Из этого следует весьма логичная проблема — не все студенты из рабочего класса после окончания школьного звена образования могут поступить в университеты. Престижные университеты, такие как Оксфорд, были названы наименее социально инклюзивными университетами Великобритании. Данные исследования показывают, что более 60 % его студентов учились в частных или грамматических школах (Fewer than 40 % of Oxford University Students Went to State School, 2018). Приводится, что только один из десяти студентов Кембриджа относит себя к рабочему классу, что затрудняет прием в другие школы.
В конечном счете, это неравенство в использовании кодов приводит к сегрегации представителей рабочего класса в сегменте высшего образования, что мешает социальной мобильности. Уильям Лабов (1972) про это говорит, что «социальная стратификация и ее последствия — это лишь один из видов социального процесса, который отражается в языковых структурах».

## Критика
Несмотря на то, что Теория языковых кодов Бернштейна довольно подробно разъясняется на протяжении всех работ цикла Class, Codes and Controlэту теорию довольно часто критикуют. Так, говорится, что само понятие «коды» не операционализированно. Во-первых, эмпирические исследования Бернштейна не учитывали критерий предсказуемости. Во-вторых, что более важно, возникает вопрос о том, как использование языка варьируется в зависимости от контекста (Wootton, Bernstein, 1973).
В научном сообществе также принято считать, что теорию Бернштейна сложно применять в реальности, так как она в большей степени абстрактна, и сложна для понимания (Atkinson, 1985; Dowling, 2009). Сложность составляет и то, что теория изменялась со временем, и изменения претерпевали термины, которыми она оперирует (Magnússon et al., 2024)
Критика также заключается в том, что он одновременно недооценивал способности детей из рабочего класса и переоценивал значимость самого социально-экономического класса. В частности, неравенство в коммуникативных правах, которое создается и поддерживается в процессе передачи знаний, отражает и усиливает резкую границу между теми, кто «знает», и теми, кто не знает. Как учителя, так и ученики могут считать, что обучаемые не обладают никакими знаниями, пока их не научат. Это предположение накладывает серьезные ограничения на язык, который используют ученики, поскольку то, что они «могут иметь в виду», должно соответствовать тому, что учителя считают приемлемым и правильным (Edwards, 1987).
Ещё одной «претензией» к статье многие исследователи называют, что его концепция ограниченного и развернутого кодов слишком упрощает сложные языковые и социальные взаимодействия. Так, понятия развернутого и ограниченного кодов не обязательно отражают типичное речевое поведение соответствующих классов. Теория также не учитывает двустороннюю связь между языком и социальной структурой — социальная структура может влиять на язык, но и язык также может оказывать влияние на социальные отношения (Grimshaw, 2013). Это противоречит основной идее Бернштейна о том, что языковые коды строго определяются классом.
Кроме того, исследователи также утверждают, что между социальными условиями и языковыми особенностями нет четкого соответствия; различия в экономическом статусе не всегда отражаются в языковых формах (Birbili, 2003).
В целом, теория языковых кодов Бернштейна отвержена лингвистическим сообществом, из которого сторонниками и последователями теории являются Майкл Халлидей (1978) и Рукайя Хасан (1973), которые также внесли свой вклад в развитие концепции «кодов».
Сторонники же Теории языковых кодов утверждают, что работа Бернштейна по изучению ограниченных и развернутых кодов как лингвистических элементов в его модели социального неравенства в образовании часто неправильно интерпретируется. Многие воспринимают его идеи как утверждение о том, что носители рабочего класса, использующие ограниченный код, лишены языковых возможностей, в то время как представители среднего класса, владеющие развернутым кодом, таких ограничений не испытывают. Как считают сторонники и сам Бернштейн, утверждения о том, что его теория является теорией дефицита, основаны на неверном понимании его работ и часто на неправильной интерпретации мнений других людей, обсуждающих его теории.